# Dioscuries
Les Dioscuries étaient des fêtes célébrées à Rome le huitième jour du mois d'avril, en l'honneur des Dioscures, qui auraient combattu au lac Régille aux côtés du dictateur Posthumius Albinus, en -496.

## Légende
Les Dioscures auraient combattu au côté des Romains dans la bataille du lac Régille sous la figure de jeunes guerriers montés sur des chevaux blancs. 

## Description
Les Dioscuries se composaient de danses guerrières, de course à pied et en char, d'exercices de gymnastique, de lutte et de pugilat. 